# Apiciopsis albilinea
Apiciopsis albilinea är en fjärilsart som beskrevs av Paul Dognin 1913. Apiciopsis albilinea ingår i släktet Apiciopsis och familjen mätare. Inga underarter finns listade i Catalogue of Life.